# Ruta 31 (Uruguay)
La ruta 31 es una de las rutas nacionales de Uruguay. Atraviesa el país de oeste a este, recorriendo los departamentos de Salto y Tacuarembó.

## Designación
Esta carretera fue designada con el nombre del Coronel Gorgonio Aguiar por ley N.º 15497 del 6 de diciembre de 1983.

## Trazado
Esta carretera tiene su kilómetro 0 en la ciudad de Salto, más exactamente en el Obelísco a José Enrique Rodó de la ciudad. Atraviesa el departamento de Salto en dirección oeste a este uniendo las áreas rurales y algunas localidades pequeñas con la capital.
En el km 86, se une por un empalme con la Ruta 4, por la cual la ciudad de Artigas se comunica con la ciudad de Salto. Luego ingresa al departamento de Tacuarembó para finalizar en su capital Tacuarembó, recorriendo un total de 225 km.

## Recorrido
Detalle del recorrido según el kilometraje:

### Salto
- km 00.000: Extremo oeste Monumento a José Enrique Rodó ciudad de Salto
- km 05.000: Empalme con 
  - Norte: a Represa de Salto Grande y Bella Unión
  - Sur: a Paysandú, Young, Trinidad y San José
- km 12.000: Albisu
- km 13.000: Acceso a San Antonio
- km 58.000: Colonia Itapebí
- km 77.000: Rincón de Valentín
- km 81.000: Acceso a Biassini
- km 86.000: Empalme con 
  - Norte: a Biassini, Colonia Lavalleja, Sequeira, Campamento y Artigas
  - Sur: a Celeste
- km 109.000: Camino de acceso a Pueblo Cayetano y Pueblo Fernández
- km 126.500: Acceso a Paso Cementerio
- km 175.000-181.000: La ruta es el límite departamental Salto-Tacuarembó

### Tacuarembó
- km 224.000: Extremo este ciudad de Tacuarembó conexión con  y